# 12524 Conscience
12524 Conscience (1998 HG103) là một tiểu hành tinh vành đai chính được phát hiện ngày 25 tháng 4 năm 1998, bởi E. W. Elst ở Đài thiên văn Nam Âu.